# Bohdan Wendorff
Bohdan Wendorff (ur. 14 lutego 1904 w Rydze, zm. 26 czerwca 1998 w Londynie) – polski prawnik, działacz państwowy w okresie II Rzeczypospolitej i na emigracji. Jako szef Kancelarii Cywilnej Prezydenta RP (1975–1990) organizator bieżącej pracy czterech kolejnych prezydentów RP na uchodźstwie. Kapitan broni pancernej Polskich Sił Zbrojnych, awansowany do stopnia podpułkownika przez władze emigracyjne.

## Życiorys
Urodzony w Rydze jako syn Oskara, absolwenta chemii Politechniki Ryskiej. Zdał maturę w gimnazjum Kazimierza Kulwiecia w Warszawie w 1919. W latach 1919–1921 uczestniczył jako ochotnik w wojnie polsko-bolszewickiej. Zweryfikowany w stopniu podporucznika ze starszeństwem z dniem 1 lipca 1921 roku i 19. lokatą w korpusie oficerów rezerwy samochodowych. W 1923 był oficerem rezerwy 2 dywizjonu samochodowego w Lublinie. Ukończył studia prawnicze na Wydziale Prawa i Nauk Społecznych Uniwersytecie Stefana Batorego w Wilnie, gdzie wstąpił do polskiej korporacji akademickiej Konwent Polonia i został później jej filistrem.
Po studiach podjął pracę w służbie cywilnej. Był sekretarzem osobistym wojewodów wileńskich Władysława Raczkiewicza (1926–1931), Zygmunta Beczkowicza (1931–1933) i Władysława Jaszczołta (1933–1935), następnie wicewojewodą, wicestarostą wileńsko-trockim i kierownikiem powiatowego Referatu Bezpieczeństwa Publicznego, wreszcie od 1937 starostą brasławskim.
W 1934 roku pozostawał w ewidencji Powiatowej Komendy Uzupełnień Wilno-Miasto z przydziałem mobilizacyjnym do kadry 2 Dywizjonu Samochodowego w Lublinie.
Po agresji ZSRR na Polskę we wrześniu 1939 wydostał się przez Łotwę, Szwecję, Norwegię i Anglię do Francji, gdzie wstąpił do Wojska Polskiego tworzonego w obozie pod Awinionem. Walczył w szeregach 10 Brygady Kawalerii Pancernej gen. Stanisława Maczka i został odznaczony Krzyżem Walecznych za kampanię francuską 1940. W latach 1944–1945 przeszedł z 1 Dywizją Pancerną cały szlak bojowy od lądowania w Arromanches-les-Bains w Normandii do zajęcia Wilhelmshaven. Porucznik Bohdan Wendorff pełnił służbę oficera pionu kwatermistrzowskiego na stanowisku dowódcy plutonu techniczno-gospodarczego w szwadronie sztabowym Kwatery Głównej 10 Brygady Kawalerii Pancernej. Po zakończeniu II wojny światowej służył przez sześć miesięcy w okupowanych Niemczech, po czym został powołany na adiutanta prezydenta RP na uchodźstwie Władysława Raczkiewicza.
Służbę wojskową zakończył w stopniu kapitana, w 1964 został awansowany do stopnia majora broni pancernej, następnie podpułkownika.
Pełnił funkcję oficera ds. specjalnych przy prezydentach Raczkiewiczu (zm. 1947), Auguście Zaleskim (1947–1972) i Stanisławie Ostrowskim (1972–1979). Z ramienia Ligi Niepodległości Polski wszedł do utworzonej w 1954 roku Tymczasowej Rady Jedności Narodowej, pozostającej w opozycji do prezydenta Augusta Zaleskiego. W 1963 został ministrem bez teki w trzecim rządzie Antoniego Pająka jako przedstawiciel Prezydenta RP w rządzie i pełnił tę funkcję także w rządzie Aleksandra Zawiszy powołanym w 1965. Zrezygnował z funkcji ministerialnej w 1968. W latach 1958–1968 był członkiem Rady Rzeczypospolitej w Londynie (w II Radzie (1958–1963) z nominacji Prezydenta RP, w III Radzie (1963–1968) wybrany w wyborach powszechnych). W 1968 został Głównym Komisarzem Wyborczym w wyborach do Rady Rzeczypospolitej. W 1972 został powołany do Rady Stanu i był jej wiceprzewodniczącym. Zasiadał w Radzie Narodowej RP kolejnych kadencji w latach 1973–1991. Wchodził w skład Głównego Komitetu Wykonawczego Ligi Niepodległości Polski. Był także członkiem Związku Ziem Wschodnich, Stowarzyszenia Polskich Kombatantów i Instytutu Józefa Piłsudskiego.
1 listopada 1975 roku został szefem Kancelarii Cywilnej Prezydenta RP, sprawując ten urząd do zakończenia działalności rządu RP na uchodźstwie (nazywano go „klucznikiem Zamku”). Od 1975 był równocześnie podsekretarzem stanu w kolejnych rządach Alfreda Urbańskiego, Kazimierza Sabbata i Edwarda Szczepanika, a w czwartym rządzie K. Sabbata powierzono mu obowiązki ministra sprawiedliwości (bez nominacji ministerialnej). Był także członkiem Komisji Likwidacyjnej Rządu RP na Uchodźstwie.
Po przekazaniu przez rząd na uchodźstwie prerogatyw wybranemu w kraju prezydentowi Lechowi Wałęsie Wendorff osobiście przywiózł insygnia władzy prezydenckiej do Polski.

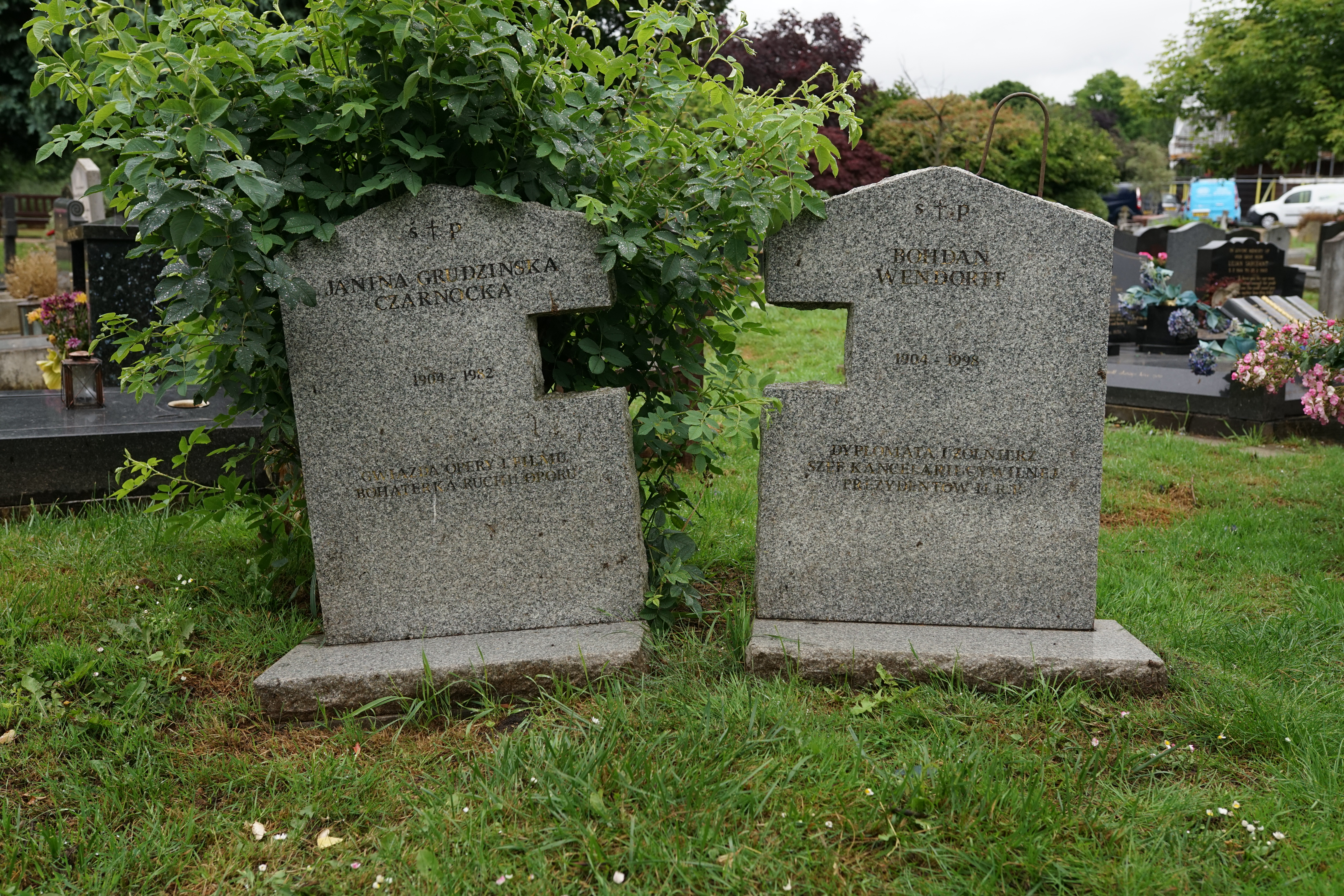
Grób Bohdana Wendorffa

Pochowany na cmentarzu Gunnersbury w Londynie (Sq. EA, gr. 71).

## Ordery i odznaczenia
- Wielka Wstęga Orderu Odrodzenia Polski – 1989[13]
- Krzyż Walecznych „za czyny męstwa i odwagi wykazane w wojnie rozpoczętej 1 września 1939 roku”
- Złoty Krzyż Zasługi – 9 sierpnia 1957[14]